# 厄班克 (明尼蘇達州)
厄班克（英語：Urbank）是一個位於美國明尼蘇達州奧特泰爾縣的城市。

## 人口
根據2020年美國人口普查的數據，厄班克的面積為1.713平方千米，當中陸地面積為1.711平方千米，而水域面積為0.002平方千米。當地共有人口52人，而人口密度為每平方千米30人。